# Ван Эрмань, Пётр
Петр Ван Эрмань  (кит. 王二滿 伯鐸, 1864, Шаньси — 9 июля 1900, Тайюань) — святой Римско-католической церкви, мученик.

## Биография
Петр Ван Эрмань родился в 1864 году в селении Гучэнинь, провинция Шаньси. Вырос сиротой, работая в сельском хозяйстве. Позже он работал в типографии. В 1897 году он работал у католических священников, помогая вести им хозяйство. В 1898 году его отправили в Тайюань, где он работал поваром при католической семинарии. В 1899—1900 годах в Китае вспыхнуло Ихэтуаньское восстание, во время которого повстанцы жестоко преследовали христиан. Семинария была закрыта и семинаристы разъехались по домам. Петр Ван Эрмань остался с несколькими студентами в семинарии. 5 июля 1900 года Петр Ван Эрмань был захвачен повстанцами и 9 июля был казнен.

## Прославление
Петр Ван Эрмань был беатифицирован 24 ноября 1946 года римским папой Пием XII и канонизирован 1 октября 2000 года римским папой Иоанном Павлом II вместе с группой 120 китайских мучеников.
День памяти в Католической церкви — 9 июля.

## Источник
- George G. Christian OP, Augustine Zhao Rong and Companions, Martyrs of China, 2005, стр. 36 (англ.)